# Gilgil
Gilgil je město v provincii Rift Valley v Keni. Město se nachází mezi městy Naivasha a Nakuru, zhruba 120 kilometrů severně od keňského hlavního města Nairobi. Podle sčítání lidu z roku 1999 žilo v Gilgilu 18 805 obyvatel.
Ve 40. letech se v Gilgilu nacházel britský internační tábor pro příslušníky Irgunu a Lechi.